# Natten inuti
Natten inuti är en svensk kortfilm eller novellfilm från 1989. Filmen är producerad av Cult Film med stöd av Svensk Filmindustri, och för regi stod Magnus Nordstrand, Kaj Steveman och Henrik Wadling. Filmen är inspelad i svartvitt och längden är 15 minuter. I rollistan återfinns bland annat Birger Österberg, Irma Schultz och Johanna Friberg.
Den 24 augusti 1989 sändes filmen i TV2.